# Ministère des Arts et de la Culture
 (janvier 2023).
La mise en forme du texte ne suit pas les recommandations de Wikipédia : il faut le « wikifier ».
Les points d'amélioration suivants sont les cas les plus fréquents :
- Les titres sont pré-formatés par le logiciel. Ils ne sont ni en capitales, ni en gras.
- Le texte ne doit pas être écrit en capitales (les noms de famille non plus), ni en gras, ni en italique, ni en « petit »…
- Le gras n'est utilisé que pour surligner le titre de l'article dans l'introduction, une seule fois.
- L'italique est rarement utilisé : mots en langue étrangère, titres d'œuvres, noms de bateaux, etc.
- Les citations ne sont pas en italique mais en corps de texte normal. Elles sont entourées par des guillemets français : « et ».
- Les listes à puces sont à éviter, des paragraphes rédigés étant largement préférés. Les tableaux sont à réserver à la présentation de données structurées (résultats, etc.).
- Les appels de note de bas de page (petits chiffres en exposant, introduits par l'outil «  Source ») sont à placer entre la fin de phrase et le point final[comme ça].
- Les liens internes (vers d'autres articles de Wikipédia) sont à choisir avec parcimonie. Créez des liens vers des articles approfondissant le sujet. Les termes génériques sans rapport avec le sujet sont à éviter, ainsi que les répétitions de liens vers un même terme.
- Les liens externes sont à placer uniquement dans une section « Liens externes », à la fin de l'article. Ces liens sont à choisir avec parcimonie suivant les règles définies. Si un lien sert de source à l'article, son insertion dans le texte est à faire par les notes de bas de page.
- La présentation des références doit suivre les conventions bibliographiques. Il est recommandé d'utiliser les modèles {{Ouvrage}}, {{Chapitre}}, {{Article}}, {{Lien web}} et/ou {{Bibliographie}}. Le mode d'édition visuel peut mettre en forme automatiquement les références.
- Insérer une infobox (cadre d'informations à droite) n'est pas obligatoire pour parachever la mise en page.

Pour une aide détaillée, merci de consulter Aide:Wikification.
Si vous pensez que ces points ont été résolus, vous pouvez retirer ce bandeau et améliorer la mise en forme d'un autre article.

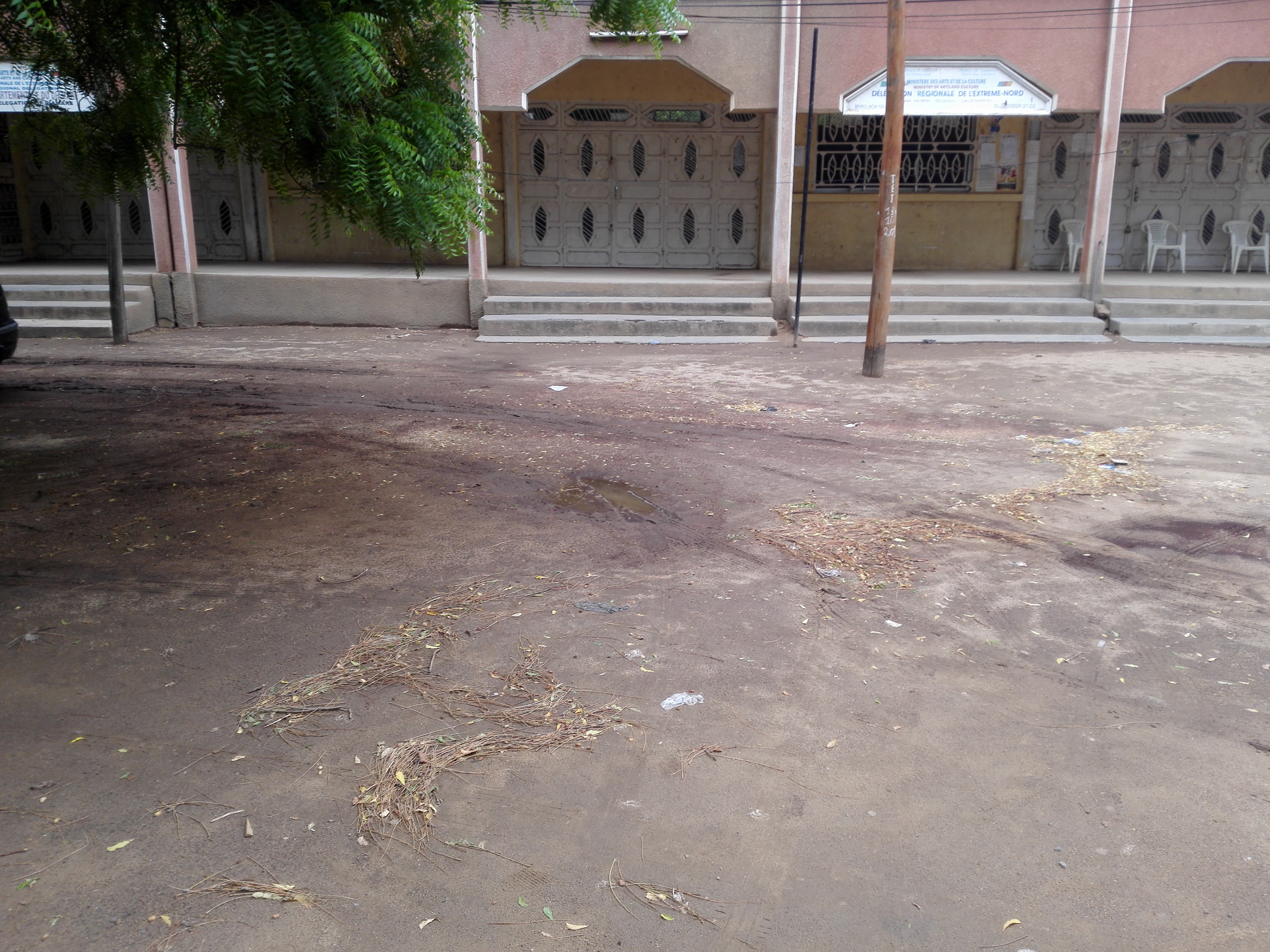
Facade de la Délégation Régionale MINAC Maroua

Le Ministère des Arts et de la Culture (en anglais : Ministry of Arts and Culture), abrégé MINAC, est un département du gouvernement camerounais chargé de mettre en œuvre la politique culturelle du pays et d’assurer la valorisation du patrimoine artistique et culturel. Dirigé par un ministre, ce ministère est situé au centre administratif à Yaoundé, capitale du pays, dans l'enceinte de l'ancien palais présidentiel, précisément derrière le bâtiment qui abrite le musée national du Cameroun.

## Histoire
Le tout premier ministère camerounais chargé de la politique culturelle a été créé en 1968, sous le nom de ministère de l'Éducation, de la Culture et de la Formation professionnelle. Le Ministère de l'Information et de la Culture est créé en 1975 et remplacé en 1992 par celui de la Culture, qui prend son nom actuel en 2011. Il est un département ministériel du gouvernement camerounais chargé de l'élaboration et de l'implémentation de la stratégie national en matière de développement artistique et culturel.

## Missions
Le Ministère a pour fonctions principales:
- Le développement local et de la diffusion des arts et de la culture[4] ;
- La valorisation des sites et monuments historiques[5] ;
- La protection, de la conservation, de l’enrichissement et de la promotion du patrimoine culturel, artistique et cinématographique ;
- La promotion de la création artistique et culturelle ;
- La promotion et du suivi de la diffusion des œuvres d’art et cinématographique en relation avec les Administrations concernées ;
- Le suivi des activités du ballet national, de l’orchestre national, du théâtre national ;
- La promotion de la cinématographie et des arts dramatiques ;
- La promotion et de l’encadrement professionnel des artistes ;
- La promotion et de la supervision des grands évènements culturels ;
- Le suivi des activités des structures nationales de gestion collective du droit d’auteur et des droits voisins du droit d’auteur.

## Liste des ministres de la Culture
| N° | périodes | Noms et Prénoms               | Images |
| -- | -------- | ----------------------------- | ------ |
| 1  |          | Zachée Mongo So'o             |        |
| 3  |          | Guillaume Bwele               |        |
| 2  |          | René ze Nguele                |        |
| 4  |          | François Sengat Kuo           |        |
| 5  |          | Georges Ngango                |        |
| 6  |          | Ibrahim Mbombo Njoya          |        |
| 7  |          | Henri Bandolo                 |        |
| 8  |          | Augustin Kontchou Kouemegni   |        |
| 9  |          | Joseph Marie Bipoum Woum      |        |
| 10 |          | Esaïe Toko Magan              |        |
| 11 |          | Ferdinand Léopold Oyono       |        |
| 12 |          | Ama Tutu Muna                 |        |
| 13 |          | Narcisse Mouelle Kombi        |        |
| 14 |          | Pierre Ismael Bidoung Nkpwatt |        |